# Giuseppe Siri
Giuseppe Siri (Genova, 20 maggio 1906 – Genova, 2 maggio 1989) è stato un cardinale e arcivescovo cattolico italiano.
Convinto difensore della tradizione liturgica e dottrinale della Chiesa e avversario delle ideologie totalitarie del XX secolo, che riteneva incompatibili con la fede cattolica, Giuseppe Siri salì rapidamente i gradi della gerarchia ecclesiastica fino a diventare vescovo ausiliare a 37 anni, arcivescovo di Genova a 40 e cardinale a 47.
Governò l'arcidiocesi ligure dal 1946 al 1987 e, con i suoi 41 anni di durata, il suo episcopato fu probabilmente il più lungo della Chiesa genovese. Partecipò a quattro conclavi, durante i quali venne sempre indicato fra i papabili. Siri fu anche, fra le varie cariche ricoperte, presidente della Conferenza Episcopale Italiana dal 1959 al 1965.
Il suo carattere deciso, poco incline ai compromessi, e la tenace difesa delle proprie convinzioni divisero spesso l'opinione pubblica, suscitando grandi consensi e forti opposizioni. A Genova, città cui fu profondamente legato, fondò e sostenne numerose organizzazioni assistenziali, pastorali e culturali. Scrittore molto prolifico, la sua vasta produzione si articola in centinaia di titoli, suddivisi fra lettere pastorali, libri, discorsi, omelie, articoli e relazioni.
La sua città natale gli ha dedicato la Galleria Cardinale Giuseppe Siri, ingresso principale del Teatro Carlo Felice.

## Biografia

### I primi anni

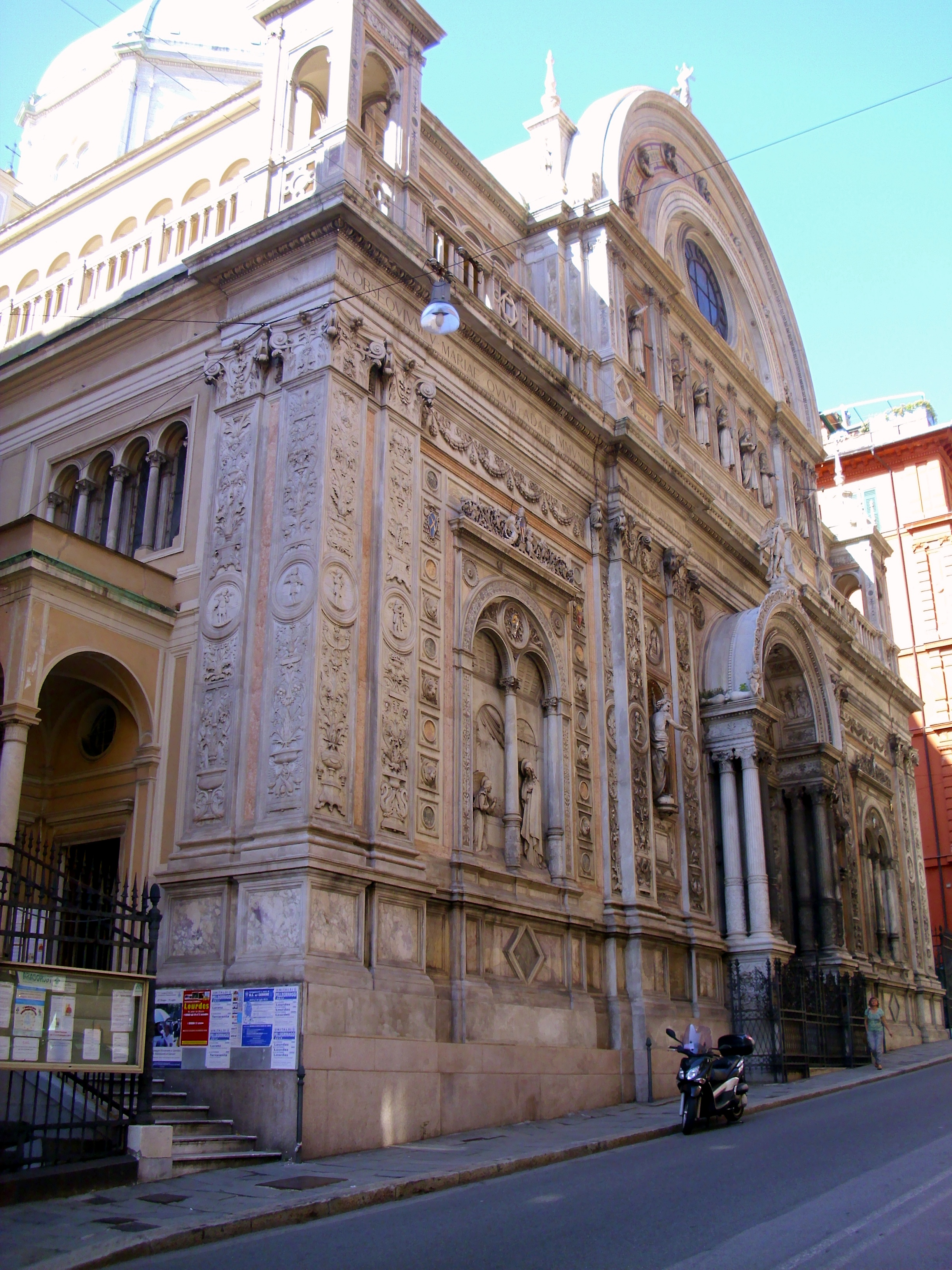
La basilica di Santa Maria Immacolata a Genova

Giuseppe Siri nacque a Genova il 20 maggio 1906 al numero 4 di Distacco Piazza Marsala, vicino a via Assarotti. La madre, Giulia Bellavista (1874-1948), era originaria di Gatteo, in provincia di Forlì, e svolgeva le mansioni di portinaia presso quello stabile. Il padre, Nicolò Siri (1874-1966), era nato a Vara Superiore di Martina Olba, sulle alture fra Genova e Savona, ed era una sorta di tuttofare nella manutenzione degli appartamenti signorili. Giuseppe ricevette il battesimo il successivo 26 maggio nella basilica di Santa Maria Immacolata in via Assarotti, cui restò affettivamente legato per tutta la vita.
Di intelligenza precoce, venne iscritto alla prima elementare presso la scuola Descalzi di via Ricci all'età di quattro anni. A otto ricevette la prima comunione e la cresima dalle mani di Tommaso Pio Boggiani, amministratore apostolico dell'arcidiocesi di Genova. Gli ottimi risultati scolastici del bambino destarono l'interesse di un agente di borsa, amico di suo padre Nicolò. L'uomo, senza figli, aveva lasciato intendere a Nicolò di voler costruire un futuro per il bambino, insegnandogli a gestire l'attività borsistica per affidargli il proprio studio quando si fosse ritirato dall'attività.
Giuseppe iniziò allora a fare la spola fra il suo ufficio e il Palazzo della Borsa, sito in piazza De Ferrari. Dopo tre giorni, tuttavia, il bambino manifestò il proprio disinteresse per quel tipo di attività, rivelando a sua madre di non voler continuare. Frequentò regolarmente la basilica di Santa Maria Immacolata come chierichetto e, a nove anni, manifestò la volontà di farsi prete. Entrò nel seminario minore di Genova, all'epoca in località Chiappeto, all'età di dieci anni, il 16 ottobre 1916.
Il suo temperamento molto vivace, però, durante il primo anno quasi gli costò l'espulsione. Un forte rimprovero del rettore lo calmò completamente e, di fronte al rischio di non poter soddisfare il suo desiderio di diventare sacerdote, Giuseppe cambiò del tutto e risultò sempre fra i migliori della sua classe. Nel 1917 passò al seminario maggiore in via di Porta degli Archi, nel centro della città. Le sue pagelle, nel corso degli anni, parlano di Siri come «attivo, disciplinato, studioso, volenteroso, ma superbietto».
L'impostazione del seminario di Genova, durante la sua permanenza, era ancora saldamente legata agli schemi educativi tradizionali: già da parecchi anni non esisteva più il cosiddetto "chiericato esterno" e i ragazzi dovevano obbligatoriamente risiedere in seminario. La severità quasi militaresca dell'ambiente, i cui orari alternavano studio e preghiera, era mitigata solo dalla passeggiata del giovedì pomeriggio, l'unica attività ricreativa concessa ai seminaristi, durante la quale i ragazzi, rigorosamente in talare e in fila per due, arrivavano a piedi fino ad Albaro, per poi tornare indietro.
Visti gli ottimi profitti, il 10 luglio 1926 il cardinale Carlo Dalmazio Minoretti, all'epoca arcivescovo di Genova, dopo l'ultimo esame in seminario gli comunicò la volontà di mandarlo a studiare a Roma, dove, ospite del Pontificio seminario lombardo, venne iscritto alla Pontificia Università Gregoriana.

### Il presbiterato
Il 22 settembre 1928, nella cattedrale di San Lorenzo a Genova, Giuseppe Siri ricevette l'ordinazione sacerdotale dalle mani del cardinale Minoretti. Il giorno seguente celebrò la sua prima messa nella basilica di Santa Maria Immacolata e poi tornò subito a Roma per completare gli studi. Il 22 giugno 1929, presso la Pontificia Università Gregoriana, si laureò summa cum laude in teologia. Durante gli ultimi mesi prima della laurea Siri fu anche cappellano a Castel Giubileo, alle porte di Roma. Il successivo 28 giugno, quando comunicò la notizia della laurea a pieni voti al cardinale Minoretti, quest'ultimo gli preannunciò la nomina a professore di teologia dogmatica nel seminario di Genova.

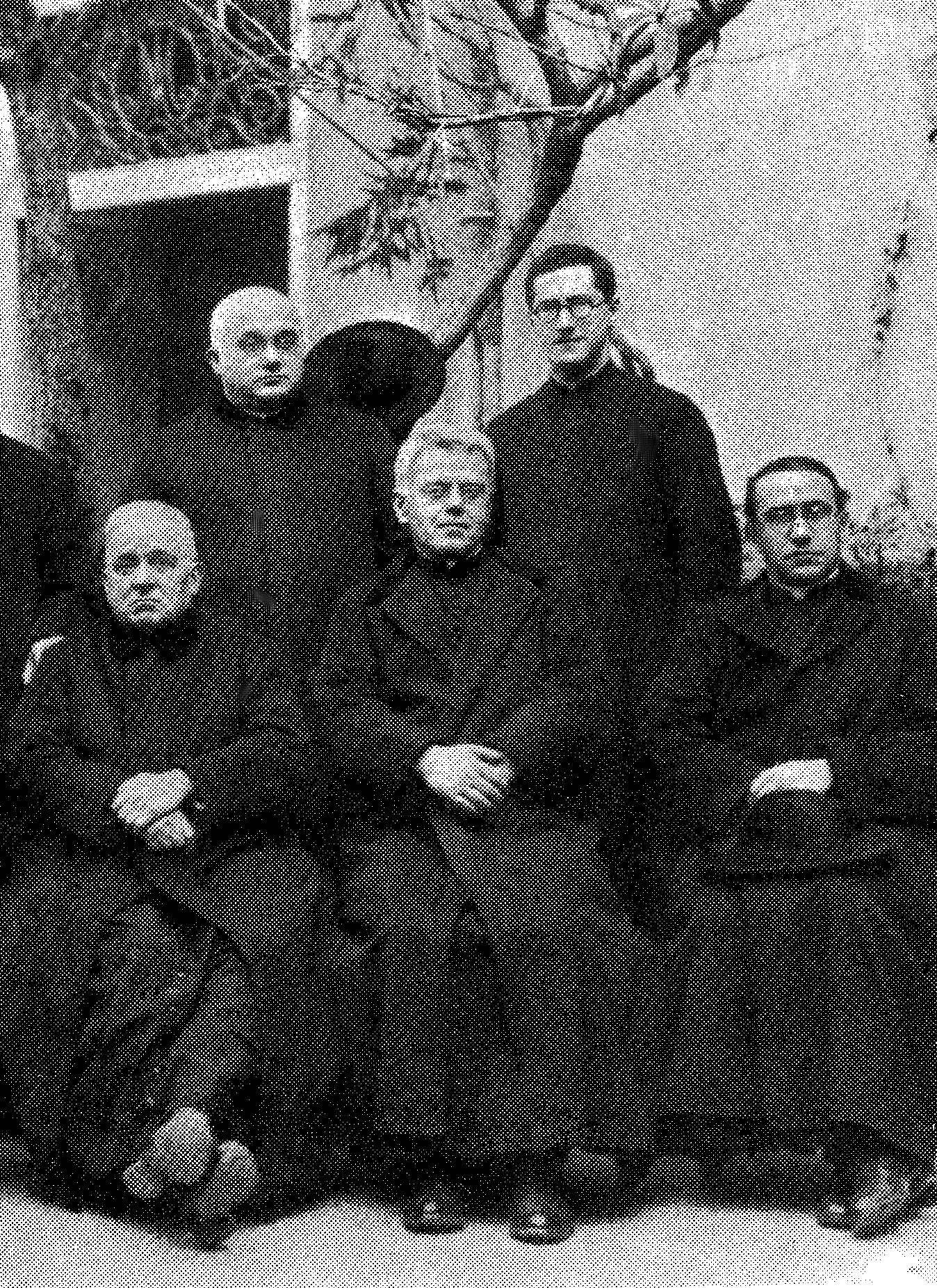
Don Giuseppe Siri (a destra, in piedi) intorno al 1930

Il 30 giugno, mentre si recava alla basilica di San Paolo fuori le mura per assistere alla beatificazione di Francesco Maria da Camporosso, il cavallo che trainava il suo calesse si imbizzarrì al passaggio di alcune motociclette. L'urto del calesse contro un albero sbalzò Siri di alcuni metri, facendolo precipitare a terra. Venne raccolto e trasportato presso il Pontificio seminario lombardo, dove risiedeva, in stato di coma per commozione cerebrale. Restò privo di sensi per trenta ore, per poi risvegliarsi senza aver riportato alcuna conseguenza permanente. Il cardinale Minoretti restò molto scosso dall'incidente e lo raccontò a papa Pio XI, il quale per settimane continuò a chiedere dello stato di salute di Siri.
Rimessosi, don Giuseppe Siri tornò a Genova e iniziò a insegnare teologia dogmatica nell'ottobre 1929, incarico che mantenne fino al 1946. Sempre nel 1929 fondò la cosiddetta Opera delle minestre, successivamente ribattezzata Auxilium, per assistere i senzatetto e distribuire pasti caldi. Per un anno, nel 1930, Siri fu anche docente di teologia fondamentale. Nel 1931, dietro segnalazione del cardinale Minoretti, la fondatrice dell'Opera Villa Maria, un'associazione che teneva corsi per universitari e per professionisti, lo cercò per partecipare come conferenziere a dei seminari di cultura religiosa in varie città italiane. In quel periodo Siri diede alle stampe due fra le sue prime opere, La ricostruzione della vita sociale e Corso di teologia per laici.
In occasione di una sua conferenza a Roma, papa Pio XI lo fece convocare in Vaticano per conoscerlo di persona. Nonostante i già numerosi impegni, nel 1936 il cardinale Minoretti lo nominò esaminatore prosinodale presso la curia arcivescovile, rettore del Collegio Teologico San Tommaso d'Aquino e cappellano presso il santuario di Nostra Signora delle Grazie al Molo, la chiesa di Nostra Signora Assunta e Santa Zita e l'Opera Giosuè Signori. Nello stesso periodo collaborò come conferenziere per l'Opera San Giovanni Battista, fu vice assistente della FUCI genovese, docente per l'Azione Cattolica e relatore ai seminari di studio delle Settimane di Camaldoli.
Nel 1937 venne anche nominato insegnante di religione presso i licei D'Oria e Mazzini. Il 13 marzo 1938 morì il cardinale Minoretti e, il successivo 17 marzo, Pio XI nominò Pietro Boetto nuovo arcivescovo di Genova, il quale fece il suo ingresso in diocesi il 9 maggio 1938. In quel periodo Siri diede inizio al Focolare, un progetto per seguire i ragazzi anche al di fuori della scuola. Come i cardinali Minoretti e Boetto, anche Siri espresse posizioni molto critiche nei confronti del fascismo e, durante le sue lezioni in seminario, rigettava apertamente le filosofie totalitarie e razziste proprie del regime.

### L'episcopato
A Roma, nell'aprile 1941, Siri tenne una conferenza a Palazzo Colonna, cui parteciparono, fra il pubblico, anche i nipoti di papa Pio XII. Pochi giorni dopo Siri ricevette una telefonata da monsignor Giovanni Battista Montini, all'epoca sostituto della Segreteria di Stato della Santa Sede, nella quale lo informava che il pontefice voleva conoscerlo. Dopo l'incontro papa Pacelli restò in costante contatto con Siri. Nel 1943, a Genova, fondò l'Opera dei Cappellani del Lavoro, per portare assistenza pastorale all'interno delle fabbriche. A differenza dei preti operai francesi, però, Siri volle che i suoi sacerdoti facessero solo i sacerdoti, pur condividendo con i lavoratori i momenti difficili aziendali.

Monsignor Giuseppe Siri

Durante la seconda guerra mondiale il clero genovese intraprese, attraverso la Delegazione per l'Assistenza degli Emigranti Ebrei, un'intensa attività di soccorso in favore dei perseguitati. L'organizzazione, nata per soccorrere gli ebrei tedeschi rifugiati in Italia, si occupava ora di proteggere gli ebrei italiani ricercati dai fascisti e dai nazisti. Boetto e Siri, insieme con altri collaboratori, fra le varie cose provvidero personalmente a fornire ai ricercati falsi documenti d'identità. L'11 marzo 1944, dietro segnalazione del cardinale Boetto, Pio XII lo elesse vescovo titolare di Liviade, nominandolo al contempo vescovo ausiliare dell'arcidiocesi di Genova. Come stemma episcopale Siri mantenne quello della propria famiglia, mentre come motto scelse le parole Non nobis Domine, incipit del salmo 115 Non nobis Domine, non nobis, sed nomini tuo da gloriam ("Non a noi, Signore, non a noi, ma al tuo nome da' gloria"). L'annuncio della sua promozione fu accolto con generale gradimento; le uniche riserve vennero espresse dai rappresentanti del governo fascista di Salò, secondo i quali «Siri non poteva essere gradito per le sue idee».
Ricevette l'ordinazione nella cattedrale di San Lorenzo, il successivo 7 maggio, dalle mani del cardinale Boetto. Tempo dopo istituì la Delegazione Arcivescovile Universitaria, che diventò il motore per numerose iniziative culturali. Durante la seconda guerra mondiale Siri si prodigò per aiutare gli sfollati, rischiando spesso la vita, e riattivò l'opera Auxilium con don Giovanni Cicali e il supporto di Giacomino Costa. Il 7 giugno 1944 il cardinale Boetto, informato che i tedeschi lo stavano cercando per arrestarlo, gli ordinò di lasciare la città. Siri riparò allora a Carsi, una frazione di Valbrevenna. Avuta notizia che i tedeschi lo avevano localizzato, si trasferì al santuario di Nostra Signora della Guardia a Ceranesi. Nel gennaio 1945 si recò in Lombardia, presso l'allora ministro dell'agricoltura Edoardo Moroni, allo scopo di chiedere cibo per i poveri e buoni per ottenere derrate alimentari, tornando a Genova con l'automobile colma di beni e la promessa, da parte di Gullo, di far arrivare regolarmente provviste ai genovesi.
I partigiani, tuttavia, avevano deciso di non lasciar transitare verso Genova alcun tipo di approvvigionamento, nel timore che potesse essere destinato ad alimentare i tedeschi. Siri, allora, si ritrovò a Rocchetta Ligure per trattare con i capi partigiani e per convincerli a lasciar passare le derrate. Lo stesso Siri, quando uno dei presenti obiettò che «la popolazione avrebbe dovuto seguire l'esempio dei partigiani e rifugiarsi nei monti», raccontò che: «A questo punto persi la pazienza; dimostrai che la popolazione erano le loro donne, i loro figli e parenti [...] Nella mia perorazione mi scaldai davanti a tanta asineria fino a perdere del tutto il lume della ragione (l'unica volta in vita mia). Vomitai tutte le parolacce che avevo sentito da bambino nei vicoli di Genova e che mai avevo usato, [...] senza accorgermi affatto che stavo parlando con un linguaggio poco adatto alla mia condizione di vescovo, però vinsi». I partigiani accettarono allora di far transitare le scorte di cibo.

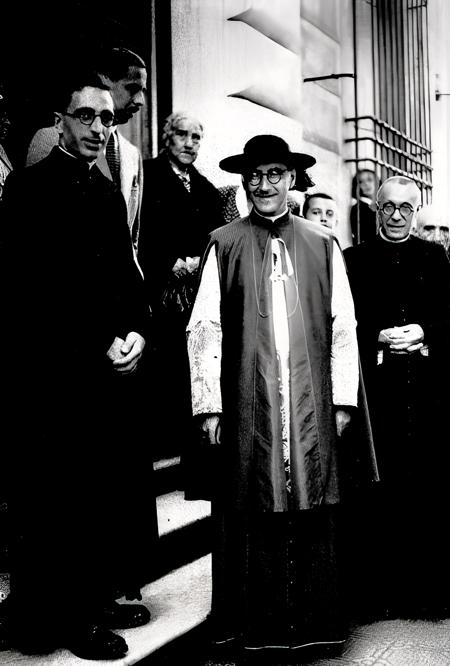
Giuseppe Siri all'epoca in cui era vescovo ausiliare di Genova

Nei primi giorni di aprile del 1945 i tedeschi in ritirata predisposero un piano per far saltare in aria il porto di Genova, che fu minato con 360 bombe. Siri si recò allora a Nervi, dove aveva sede il comando tedesco, con una lettera del cardinale Boetto nella quale il porporato pregava gli ufficiali tedeschi di abbandonare i loro progetti. Siri consegnò a mano la lettera al capitano di vascello Max Berninghaus, comandante in seconda della Kriegsmarine a Genova, e cercò di convincerlo a desistere dai suoi piani, ma quest'ultimo non sembrò intenzionato a cambiare idea. Al termine del colloquio l'ufficiale si limitò a dire che avrebbe trasmesso la lettera di Boetto direttamente a Karl Dönitz, congedando Siri.
La mattina del 23 aprile Berninghaus convocò Siri, lo informò che il comando germanico aveva accolto la richiesta di Boetto e che il porto non sarebbe stato distrutto, a patto che la popolazione di Genova non avesse attaccato l'esercito tedesco in ritirata. In caso contrario, le strutture portuali sarebbero state fatte saltare in aria. Siri accettò e, nel pomeriggio dello stesso giorno, ricevette il console von Etzdorf, che chiedeva con urgenza di vederlo. Il console gli mostrò un telegramma di Rudolf Rahn, plenipotenziario di Hitler presso la Repubblica Sociale Italiana, il quale ordinava: «Consegnate Genova al vescovo Siri». Nel corso della notte fra il 23 e il 24 il Comitato di Liberazione Nazionale decise di proclamare l'immediata insurrezione armata contro i tedeschi in ritirata. Siri, la mattina del 24, assistette a un duro scontro a fuoco fra squadre partigiane e militari tedeschi in piazza De Ferrari, che lasciò al suolo numerosi morti.
Il comando tedesco minacciò subito di far detonare le mine del porto se i partigiani non avessero immediatamente interrotto le loro azioni. Siri, che si trovava a San Fruttuoso, contattò allora Giuseppe Machiavelli, capo dei partigiani che sorvegliavano la darsena, per convincerli a sospendere le operazioni relative all'insurrezione nell'area del porto. L'intervento ottenne l'effetto voluto e, dal porto, cessarono gli attacchi. Siri avvertì allora i tedeschi che i partigiani non avrebbero più sparato, ricordandogli di mantenere la promessa di non distruggere le strutture portuali. La mattina del 25 aprile il generale Günther Meinhold, comandante dell'area di Genova, chiese di arrendersi nelle mani del cardinale Boetto. Siri organizzò la cerimonia di resa in modo che avesse la massima risonanza possibile, affinché la popolazione potesse avere un segno tangibile della fine della guerra e interrompesse completamente ogni ostilità.
Nel corso dei decenni successivi diverse persone (fra cui, oltre al cardinale Siri, anche il CLN, Mario Arillo, alcuni ex militanti della Xª Flottiglia MAS, gruppi di disertori della RSI convinti dai partigiani, eccetera) si diedero il merito, a torto o a ragione, di aver salvato il porto cittadino, la cui incolumità è probabilmente addebitabile non tanto all'azione di un singolo, bensì all'insieme delle attività positivamente intraprese dalle varie parti.
Secondo alcune tesi, nel periodo immediatamente successivo al termine della seconda guerra mondiale Siri sarebbe stato coinvolto nel salvataggio di alcuni esponenti del regime nazista in fuga verso il Sud America. Il suo appoggio, più o meno indiretto, avrebbe riguardato i sacerdoti croati che appoggiarono il piano ODESSA, e si sarebbe concretizzato in una collaborazione con il vescovo Alois Hudal, che fu tra gli organizzatori delle ratline, il sistema di vie di fuga dall'Europa utilizzato dai nazisti. Tuttavia, l'unico fatto certo che colleghi Siri, seppur indirettamente, a quegli eventi è il caso di padre Damaso da Celle Ligure, persona di fiducia e poi suo confessore, che incontrò a Genova nel 1950 uno sconosciuto in procinto di imbarcarsi per l'America meridionale, tale Riccardo Klement, successivamente rivelatosi essere il gerarca nazista Adolf Eichmann. Inoltre, la promozione di Siri ad arcivescovo fu accolta positivamente proprio dagli antifascisti, che, dalle colonne de Il Lavoro Nuovo, elogiarono l'attività che aveva svolto per la salvezza del porto e ricordarono che, soprattutto grazie a lui, l'opera Auxilium aveva potuto salvare, durante e dopo il conflitto, «migliaia di persone».

### Arcivescovo di Genova

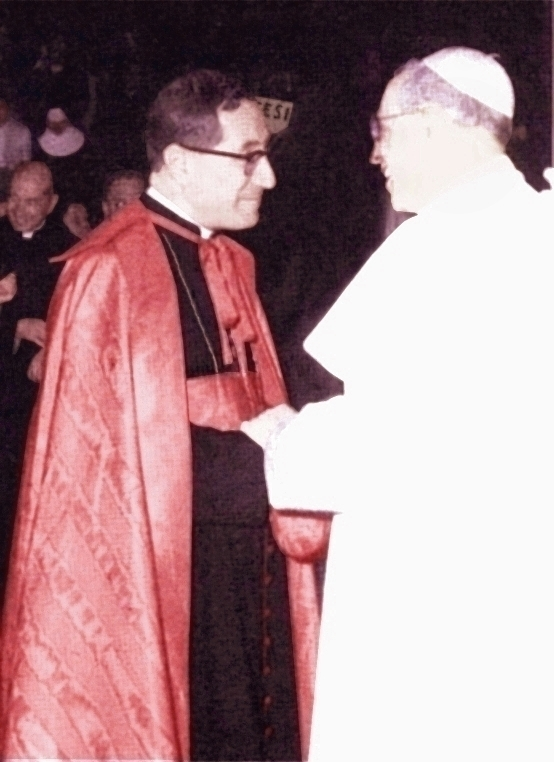
Siri con papa Pio XII

Dopo la Liberazione, Pio XII convocò Siri in Vaticano per essere informato su come si erano svolti i fatti a Genova e per sapere in quali condizioni era l'arcidiocesi al termine del conflitto. Il cardinale Pietro Boetto, tuttavia, pensò che la convocazione del suo ausiliare fosse ricollegabile al progetto di papa Pacelli, preannunciatogli da monsignor Giovanni Battista Montini, di nominare Siri direttore generale dell'Azione Cattolica come successore di Gilla Vincenzo Gremigni, eletto vescovo di Teramo. Boetto, allora, si affrettò a scrivere a Montini, facendo presente di essere stanco e malato e di avere assolutamente bisogno di un vescovo ausiliare, specificando di non poter fare a meno di Siri.
In udienza, Pio XII gli chiese di assumere la direzione dell'Azione Cattolica, ma Siri, benché si dichiarasse pronto a obbedire, fece presente le obiezioni e lo stato di salute di Boetto, portando il papa a rinviare la decisione. Il cardinale Pietro Boetto morì il 31 gennaio 1946 e Siri ricordò: «Dopo la morte di Boetto mi aspettavo che si comportassero con me come si usa fare con i vescovi ausiliari, e cioè che mi affidassero una piccola diocesi. [...] Leggevo attentamente i giornali per vedere se qualche diocesi fosse divenuta vacante. Poi si rese vacante la diocesi di Massa Carrara e ritenevo che quella sarebbe stata la mia destinazione».
Il 2 maggio, mentre si trovava a Roma impegnato nella redazione del nuovo statuto dell'Azione Cattolica, Siri venne convocato in udienza da Pio XII, il quale gli comunicò la sua elevazione ad arcivescovo di Genova, insieme agli altri titoli legati a quel ruolo. La decisione, che fu presa autonomamente da papa Pacelli, colse Siri di sorpresa. Pio XII gli disse inoltre di recarsi dal cardinale Raffaele Carlo Rossi, presso la Sacra Congregazione Concistoriale, per dirgli che accettava la nomina. Siri si recò allora dal cardinale Rossi, il quale aveva stilato le pratiche relative a sei possibili candidati da sottoporre al papa, e lo informò dell'avvenuta designazione. La scelta, effettuata direttamente dal pontefice senza il consiglio dei suoi collaboratori, sorprese Rossi per la sua inusualità.
Il segreto pontificio sulla sua elezione durò fino al 14 maggio e, il giorno seguente, Siri si presentò ufficialmente davanti al capitolo della cattedrale di San Lorenzo come nuovo arcivescovo. La notizia della sua elevazione venne accolta positivamente a Genova e la presa di possesso della cattedra avvenne il successivo 30 maggio. La quasi concomitanza della presa di possesso e delle votazioni del 2 giugno per l'elezione dell'Assemblea Costituente e per la scelta fra monarchia e repubblica privarono Siri del tempo per esternare qualsiasi intenzione di voto. Nonostante ciò, il 14 gennaio 1987 Siri rivelò al vaticanista Benny Lai, con il quale intrattenne lunghe conversazioni fra il 1956 e il 1988, che, benché la Santa Sede avesse mantenuto l'equidistanza sulla scelta della forma istituzionale dello Stato, lui come molti membri della Chiesa avrebbe «preferito la formula monarchica, perché la politica di un settennato presidenziale può essere influenzata dalla nomina del successore, per non parlare poi dei litigi in vista della scadenza».

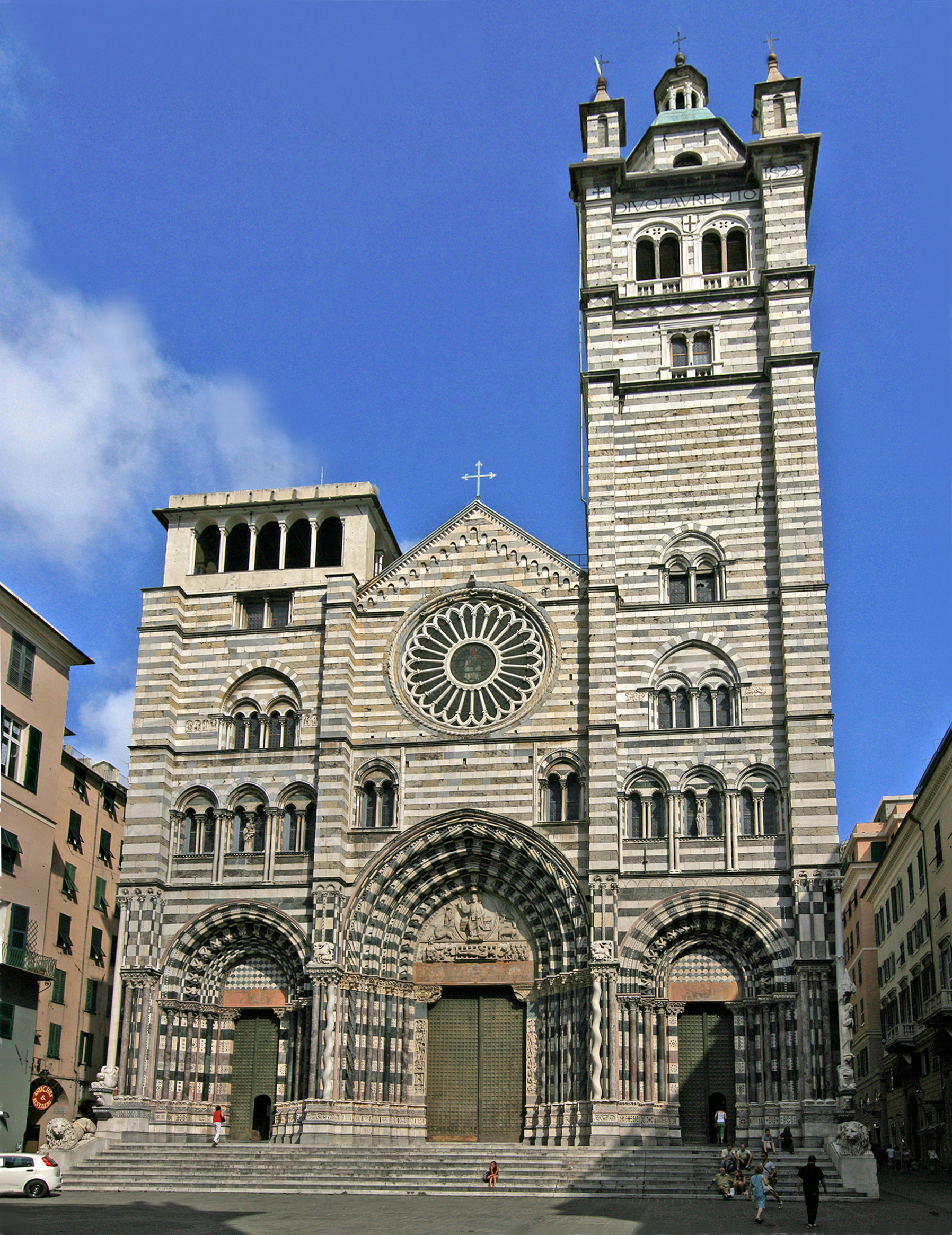
La cattedrale di San Lorenzo a Genova

Dopo l'insediamento, Siri proseguì le attività pastorali avviate durante il conflitto. Inoltre diede impulso alla ricostruzione delle chiese genovesi distrutte dai bombardamenti e promosse la realizzazione di parrocchie ex novo. Dal 23 giugno 1946 fu promotore delle Associazioni Cristiane Lavoratori Italiani e, nello stesso anno, divenne consulente dell'Unione cristiana imprenditori dirigenti. Nel 1947 tenne il primo congresso catechistico diocesano e iniziò la prima visita pastorale alla diocesi. Il 26 ottobre dello stesso anno Siri eresse il centro diocesano per gli studi religiosi Didascaleion.
In occasione delle elezioni politiche del 1948 Siri affrontò con Pio XII il tema della scomunica ai comunisti, sanzione che era al vaglio del Sant'Uffizio e che stava per essere emessa. L'opinione dell'arcivescovo di Genova, ottimo conoscitore del mondo operaio, era che la scomunica fosse inopportuna, in quanto convinto che molte persone, specialmente fra i lavoratori, non sapessero neanche cosa fosse il comunismo e avessero aderito alla sua ideologia non tanto per il suo aspetto ateo, quanto per la mera promessa di migliorie sociali e salariali. La puntualizzazione di Siri fece in modo che il Sant'Uffizio precisasse che la scomunica riguardava solo chi aderiva consapevolmente alle dottrine comuniste.
Dopo le elezioni Siri ebbe l'idea di proporre al papa l'istituzione di un organismo che riunisse l'episcopato italiano. Il proposito di Siri partiva dalla convinzione che fosse sconveniente che la Santa Sede si interessasse in prima persona delle vicende politiche italiane, ritenendo preferibile che questo compito fosse svolto da una struttura ovviamente fedele al Vaticano, ma autonoma. L'arcivescovo di Genova si fece promotore della proposta presso i cardinali e, ottenuto un certo numero di consensi, ne fece parola al papa. Pio XII, tuttavia, in un primo momento ritenne che i vescovi italiani, dei quali era primate, non avessero bisogno di un istituto a livello nazionale, benché tali organismi esistessero già per i vescovi di altre nazioni europee.
Le insistenze dell'episcopato italiano, però, nel 1952 convinsero papa Pacelli ad acconsentire a una riunione dei vescovi presidenti delle province ecclesiastiche italiane, che ebbe luogo a Firenze. I risultati positivi di questo primo incontro persuasero Pio XII ad approvare una seconda riunione di quella che ormai era esplicitamente chiamata Conferenza Episcopale Italiana, stabilendo che il secondo incontro avvenisse a Sestri Levante, dove Siri fece gli onori di casa come ordinario del luogo. Nel 1949 Siri divenne presidente dell'Apostolatus Maris e promotore della Fondazione di Scienze Sociali e, dal 23 al 25 novembre 1950, presiedette il sinodo della Regione ecclesiastica Liguria. Nel 1951 venne eletto presidente del comitato permanente delle Settimane Sociali d'Italia e, nel 1952, indisse il congresso mariano diocesano.

### La creazione a cardinale
Benché il cardinale Adeodato Piazza avesse fatto presente a papa Pio XII che l'età di Siri, appena 47 anni, fosse troppo precoce per il cardinalato, e che la Segreteria di Stato della Santa Sede avesse posto l'accento sull'inopportunità di creare, nello stesso concistoro, due cardinali genovesi (l'altro era l'arcivescovo di Bologna Giacomo Lercaro, nato a Quinto al Mare), il 29 novembre 1952 Siri ricevette il biglietto della sua elevazione alla porpora. Fu creato cardinale da Pio XII nel concistoro del 12 gennaio 1953 con il titolo di cardinale presbitero di Santa Maria della Vittoria. Fino alla nomina del cardinale Pericle Felici, avvenuta il 27 giugno 1967 per opera di Paolo VI, è stato il porporato italiano più giovane.

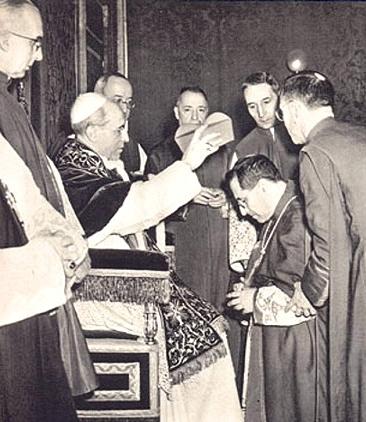
Pio XII impone la berretta cardinalizia a Giuseppe Siri

Il 22 maggio 1956 padre Damaso informò Siri che l'ambasciata dell'Unione Sovietica a Roma aveva manifestato il desiderio di avviare con un alto ecclesiastico un dialogo riservato al fine di migliorare i rapporti fra Unione Sovietica e Chiesa cattolica. L'ambasciatore sovietico Aleksandr Bogomolov scelse Siri sia perché l'arcivescovo di Genova, dieci anni prima, si era attivato presso un noto pediatra dell'Istituto Giannina Gaslini per curare il figlio di Nikolaj Timofeev, all'epoca console generale dell'URSS a Genova, sia perché Siri, considerato da molti come il "delfino" di Pio XII, rappresentava un modo sicuro per fare in modo che le istanze presentate arrivassero al pontefice.
Siri, però, si mostrò prudente, chiedendo che i sovietici dimostrassero la propria buona volontà liberando il cardinale polacco Stefan Wyszyński, il cardinale ungherese József Mindszenty e l'arcivescovo cecoslovacco Josef Beran, detenuti dai regimi comunisti. Bogomolov rispose che avrebbe sollecitato i vertici del partito a operare in favore dei tre prelati e, il 26 ottobre 1956, Wyszyński riottenne la libertà, convincendo Siri della lealtà dei propri interlocutori.
Nel gennaio 1957 l'arcivescovo di Genova ricevette una lettera da Timofeev nella quale il console, nel frattempo trasferitosi a Roma, chiedeva a quali condizioni la Santa Sede sarebbe stata disposta a dar vita a un dialogo con l'Unione Sovietica. Siri, utilizzando padre Damaso come intermediario, rispose elencando alcuni punti, fra i quali il riconoscimento dell'autorità ecclesiastica in Russia, la libertà di culto e di propagazione della fede per i cattolici e l'istituzione di regolari relazioni diplomatiche. Successivamente, però, l'arcivescovo di Genova non ricevette più notizie dai diplomatici sovietici. I contatti ripresero con regolarità nel 1959, gettando le basi per una futura distensione dei rapporti fra Santa Sede e Unione Sovietica.
Nel 1955 Siri indisse l'Anno del Culto del Signore e venne eletto presidente dell'Apostolato del Mare e della commissione episcopale per l'alta direzione dell'Azione Cattolica e, l'anno seguente, convocò il sinodo diocesano. Nel 1956 Pio XII lo inviò come legato pontificio in Spagna per il quarto centenario della morte di Ignazio di Loyola. Nel 1958 fu legato pontificio a Bruxelles in occasione delle Giornate Cattoliche Internazionali. Tornato dal Belgio, Siri si recò a Castel Gandolfo per informare Pio XII su come si erano svolte le manifestazioni. Nel corso dell'udienza il papa gli propose nuovamente di trasferirsi a Roma, chiedendogli di diventare suo stretto collaboratore; l'arcivescovo di Genova chiese un po' di tempo per riflettere e infine si convinse ad accettare, ma la morte di papa Pacelli, avvenuta il 9 ottobre 1958, vanificò il progetto.

### Il conclave del 1958

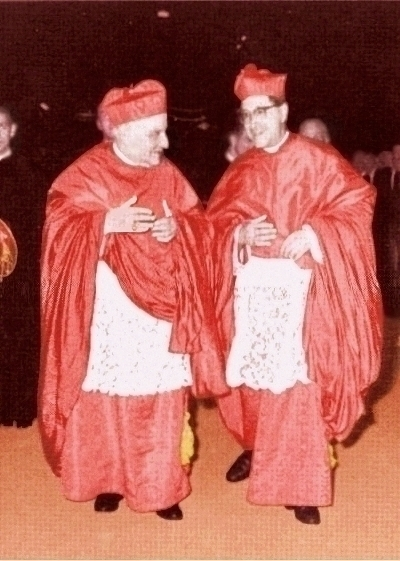
I cardinali Roncalli e Siri a Tortona il 28 agosto 1958

Durante il pontificato di Pio XII Siri fu sempre molto vicino al pontefice, che lo considerava un suo fidato consigliere e che, implicitamente, lo designò come suo possibile successore. Dopo la morte del papa molti cardinali criticarono la gestione fortemente accentratrice di Pio XII, che il cardinale Siri, uomo dalle riconosciute capacità direttive, se eletto avrebbe probabilmente perpetuato. Siri stesso dichiarò infatti di aver percepito, nei giorni del conclave del 1958, una sensazione «di ritrosia e di fastidio» da parte di alcuni cardinali.
L'arcivescovo di Genova partecipò solo alle ultime tre cerimonie dei novendiali in suffragio di papa Pacelli, senza interessarsi alle congregazioni preparatorie del conclave, che offrivano ai porporati la possibilità di conoscersi meglio. La sua riluttanza era dovuta al fastidio di sentirsi oggetto di continua attenzione da parte della stampa, in quanto ritenuto il "delfino" di Pio XII.
Benny Lai confermò che Siri ricevette, prima del conclave, l'offerta di candidarsi a pontefice: l'iniziativa sarebbe partita dai cardinali Ignace Gabriel I Tappouni, Gaetano Cicognani e Benedetto Aloisi Masella. Secondo Cicognani, Siri sarebbe stato «l'unico in grado di continuare il magistero di Pacelli». Tuttavia Siri declinò esplicitamente l'offerta, adducendo generici motivi di salute. Per ribadire la sua posizione rientrò a Genova, indifferente alle intese che erano in corso fra gli altri membri del collegio cardinalizio, tornando a Roma solo il 24 ottobre, alla vigilia dell'apertura del conclave.
Dopo il suo rifiuto nessuno fece più il nome di Siri. L'orientamento generale della maggior parte del collegio cardinalizio, inoltre, dopo il quasi ventennale pontificato di Pio XII, propendeva verso l'elezione di un papa anziano, di transizione. L'età di Siri, appena 52 anni, male si sarebbe conciliata alla prospettiva di un pontificato breve.
Esiste comunque una teoria minoritaria, sostenuta in ambienti sedevacantisti statunitensi, secondo la quale Siri sarebbe stato eletto papa nel conclave del 1958 e avrebbe scelto il nome di Gregorio XVII, ma sarebbe stato costretto a rinunciare al papato. La teoria è basata principalmente sul fatto che le fumate uscite dal camino della Cappella Sistina durante la prima giornata del conclave, il 26 ottobre 1958, furono di colore incerto, apparendo inizialmente bianche per poi diventare nere. Siri, dal proprio canto, non alimentò mai questa tesi, restando sempre fedele ai diversi pontefici che si susseguirono nel corso degli anni e sempre in piena comunione con Roma. La teoria, inoltre, non è accreditata né dagli storici, né dai vari biografi di Siri.
Secondo lo storico Sergio Romano, la teoria è «una favola nata negli Stati Uniti in ambienti anti-conciliari, decisi a screditare il papato di Giovanni XXIII e a mettere in dubbio la legittimità delle sue decisioni, fra cui, per l'appunto, la convocazione del Concilio Vaticano II».

### Gli anni del pontificato di Giovanni XXIII

Il cardinale Giuseppe Siri a Genova

Il 25 gennaio 1959, mentre si trovava in visita pastorale a una frazione di Pontedecimo, Siri apprese dalla radio l'intenzione di papa Giovanni XXIII di indire un concilio. L'annuncio colse di sorpresa il cardinale, il quale, a causa dei postumi di una forte influenza, non si recava a Roma da oltre un mese. Fin dalla sospensione del Concilio Vaticano I, interrotto nel 1870 a causa della presa di Roma, l'orientamento generale delle gerarchie ecclesiastiche era di riprenderne le sessioni per completare i lavori lasciati in sospeso. Già papa Pio XI, nella Ubi Arcano Dei Consilio del 1922, l'enciclica programmatica del suo pontificato, aveva espresso il proposito di riprendere il Concilio Vaticano I, ma il suo progetto era sfumato a causa delle notevoli problematiche organizzative, della vastità del dibattito e della questione romana ancora aperta.
Anche Pio XII aveva valutato la possibilità di riprendere le sessioni del concilio o di indirne uno nuovo, affidando la questione al Sant'Uffizio. Quest'ultimo, dopo un attento esame, concluse che una mera ripresa del Vaticano I non sarebbe stata in grado di affrontare i numerosi nuovi problemi, sorti nella Chiesa dal 1870 ad allora, e la convocazione di un nuovo concilio avrebbe comportato notevoli difficoltà in merito alla sua organizzazione e impostazione. Papa Pacelli, il 4 gennaio 1951, dispose allora l'abbandono del progetto.
La decisione di Pio XII, inoltre, fu motivata dal fatto che, nel corso del suo pontificato, erano sorte in ambiti protestanti francesi, olandesi e tedeschi numerose tendenze teologiche innovatrici, non sempre coerenti con il magistero della Chiesa, le quali, sfruttando l'assise conciliare, avrebbero potuto insinuarsi nella dottrina cattolica. Siri non era contrario alla convocazione di un concilio, ma era turbato dal rischio che le nuove correnti teologiche d'oltralpe, citate da papa Pacelli, potessero far breccia nella riunione ecumenica. La sua perplessità si attenuò quando scoprì che era stato il suo amico Ernesto Ruffini, il quale aveva caldeggiato il progetto anche ai tempi di Pio XII, a ricordare a Giovanni XXIII l'idea di un concilio per rinvigorire la vita della Chiesa.
Nel giugno 1959, nell'ambito dei lavori preparatori del Concilio Vaticano II, i vescovi vennero invitati a mandare a Roma pareri riguardanti gli argomenti che avrebbero dovuto essere trattati. Siri presentò numerose proposizioni: l'affacciarsi sulla scena ecclesiale degli emergenti popoli africani e asiatici, la distinzione fra la concezione cattolica dell'essere umano e quella protestante, la riaffermazione della società civile basata sui valori cristiani, l'opposizione alle dottrine politiche materialiste e gli errori teologici da condannare, come il tentativo di ridurre il cristianesimo a una favola morale e l'ottica protestante di rendere la Chiesa una struttura democratica.

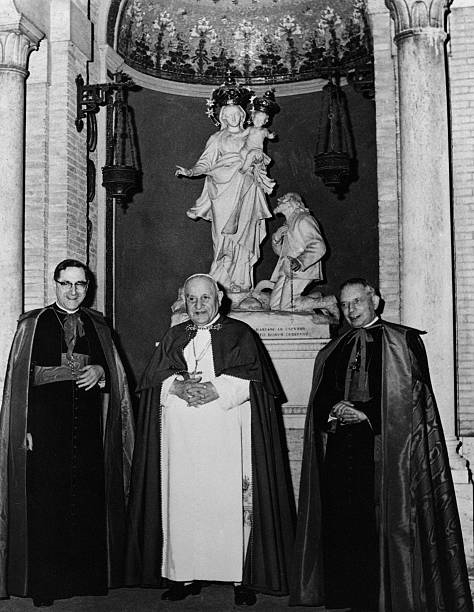
Siri con papa Giovanni XXIII e il cardinale Giacomo Lercaro a Castel Gandolfo nel 1959

Giovanni XXIII tenne sempre in grande considerazione il cardinale Siri, convocandolo spesso a Roma per ascoltarne il parere. Il 12 ottobre 1959 lo nominò primo presidente della Conferenza Episcopale Italiana, carica che mantenne fino al 31 agosto 1965, quando papa Paolo VI lo sostituì con un comitato di cardinali in presidenza collettiva formato dall'arcivescovo di Milano Giovanni Colombo, l'arcivescovo di Firenze Ermenegildo Florit e il patriarca di Venezia Giovanni Urbani. Siri ricordò: «Sono stato, di fatto, presidente della Conferenza Episcopale Italiana fin dal suo inizio. Poi lo sono divenuto di diritto fino al 31 agosto 1965, quando ho ricevuto una lettera in cui mi si diceva che erano state accettate le mie dimissioni, che io non avevo mai dato. Io ho ringraziato e tutto è finito lì».
Il 23 giugno 1960 Siri informò Giovanni XXIII sui rapporti che perduravano da alcuni anni fra Genova e l'Unione Sovietica, spiegandogli i dettagli. Papa Roncalli approvò l'azione dell'arcivescovo, esprimendo la speranza che quelle attività potessero aprire la strada a un nuovo corso per la Chiesa cattolica nell'Europa orientale. Papa Roncalli, il 15 dicembre 1960, nominò Siri legato pontificio al matrimonio del re Baldovino del Belgio. Dal 1953 al 1960 Siri effettuò la seconda visita pastorale dell'arcidiocesi di Genova e, nel 1962, iniziò la terza.
All'inizio degli anni sessanta sorse, fra diverse personalità del mondo politico italiano, l'idea che uno spostamento a sinistra del governo sarebbe stato inevitabile. Perfino Montini, già nel 1953, aveva dichiarato che «era fatale un'esperienza socialista in Italia». Siri, quando Aldo Moro iniziò a mostrarsi favorevole a un ingresso dei socialisti al governo, venne convocato il 21 gennaio 1962 da Giovanni XXIII, il quale voleva che la CEI, che l'arcivescovo di Genova presiedeva, prendesse posizione contro i progetti di Moro. Siri ideò una proposta, che venne inviata al congresso della Democrazia Cristiana che si stava svolgendo a Napoli in quei giorni, secondo la quale i vescovi italiani non avrebbero posto veti, a patto che la DC avesse precisato pubblicamente i punti sui quali sarebbero avvenute le intese con il PSI.
Nonostante ciò, il congresso democristiano decise l'apertura a sinistra senza specificare il programma e, l'anno seguente, Aldo Moro diede vita al primo governo italiano di centro-sinistra. L'avvio del nuovo corso politico addolorò l'arcivescovo di Genova, il quale non tolse né diminuì il suo appoggio alla DC, né revocò la sua stima verso Moro, ma manifestò il suo disappunto in una lettera pastorale nella quale metteva in guardia dai rischi che, secondo lui, la dottrina cristiana avrebbe corso.

### Il Concilio Vaticano II
Siri fu, dal 1960, membro della commissione preparatoria centrale del Concilio e, l'anno successivo, venne nominato membro della sottocommissione per gli emendamenti. Il 6 settembre 1962 Giovanni XXIII lo elesse membro del segretariato per gli affari straordinari e, il 22 settembre, lo confermò presidente della CEI. Siri, che durante le quattro sessioni dell'assise ecumenica intervenne attivamente undici volte, fu vicino alle posizioni del Coetus Internationalis Patrum, una sorta di alleanza fra i vescovi conservatori. L'arcivescovo di Genova, però, non accettò mai di farne parte, definendolo un «sindacato dei padri» che avrebbe potuto incrinare dall'interno l'armonia fra i partecipanti al Concilio. Tuttavia, Siri guardò al Coetus con simpatia, soprattutto in relazione al progetto di un seminario internazionale dove accogliere tutti quei giovani che, pur in comunione con Roma, avessero voluto dare alla propria formazione un'impronta più tradizionale e più antimodernista. Non volle, però, che il seminario internazionale avesse sede a Genova, in quanto prevedeva che i giornali avrebbero strumentalizzato l'iniziativa, presentandola come un suo attacco contro il Concilio.

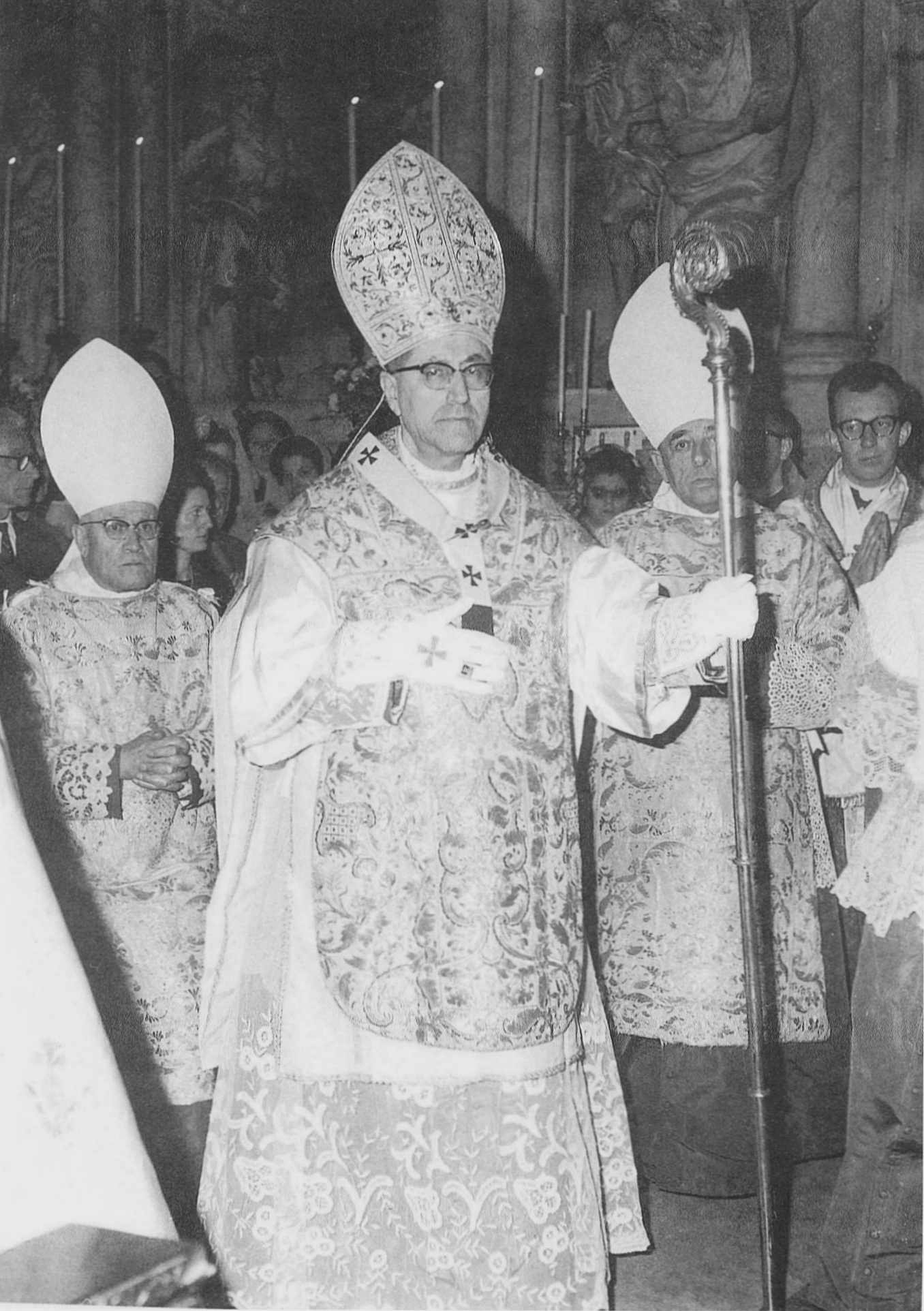
Il cardinale Giuseppe Siri nel 1962

I lavori dell'assemblea conciliare si svolsero, secondo Siri, sempre in maniera educata, salvo un episodio polemico fra i cardinali Alfrink e Ottaviani (mentre Ottaviani protestava contro le riforme che i vescovi olandesi, tedeschi e francesi avrebbero voluto apportare alla celebrazione della messa, il cardinale Alfrink, che presiedeva la seduta, gli fece staccare il microfono. Accortosi che parlava a vuoto, Ottaviani si sedette in silenzio, umiliato, mentre i vescovi d'oltralpe applaudirono di gioia).
Siri stesso ricordò: «I francesi e i tedeschi hanno partecipato al Concilio con aria da padroni. [...] Con loro c'erano olandesi, belgi, eccetera. [...] Nel dibattere il De Ecclesia si affrontò il problema della collegialità episcopale e, resuscitando vecchi errori, si tentò di sminuire, o forse anche di negare, il primato del Papa. La collegialità è sempre esistita, ma l'intento era di condurla a un piano di completa parità col primato di Pietro, se non addirittura a essere un limite per il primato stesso. Me ne accorsi durante una delle sedute quando un padre pronunciò l'espressione cogubernatio Ecclesiae, [...] La collegialità è nel Vangelo. Agli apostoli è stato dato un potere, ma prima è stato dato, senza alcuna riserva, il potere a Pietro. Per essere collegio, gli altri devono essere con il Papa. Se il Papa non c'è, non esiste collegio. [...] È proprio il primato del pontefice a garantire il tutto».
Dopo la sua chiusura, il giudizio complessivo di Siri sull'assise ecumenica fu positivo: tornato a Genova disse che i documenti conciliari andavano letti in ginocchio e che il Concilio aveva rinfrescato l'idea di una Chiesa davvero universale, in grado di essere vicina a tutti gli uomini per incontrarsi con le varie culture, pur mantenendo inalterate le verità immutabili della sua dottrina. Inoltre, diramò una lettera pastorale al clero di Genova esortandolo ad attenersi ai documenti ufficiali, scritti e confermati, e invitandolo a tralasciare «quello che impropriamente e talvolta oscuramente ha germinato fuori e attorno al Concilio». Nonostante ciò, lo storico Giovanni Miccoli, in un libro del 2011, presentò Siri come anti-conciliare, prendendo come spunto la dichiarazione, attribuita all'arcivescovo di Genova: «Ci vorranno cinquant'anni per riparare i guasti che Giovanni XXIII ha provocato con il Concilio».
In realtà fu proprio Siri, interrogato da Paolo VI in merito a quella frase, a chiarirne il significato, dicendo: «La calunnia dei cinquant'anni di guai nacque in seguito a una riunione con sette o otto vescovi italiani maggiormente ferrati in teologia. Si discuteva di una questione che si pensava dovesse essere trattata in Concilio, ma non ricordo più a cosa si attenesse. Ricordo però che dissi loro: "Se questa cosa dovesse passare in Concilio, ci vorranno cinquant'anni per togliere il cattivo esempio". Qualcuno andò a ridire la frase, e qualcun altro spostò una parola per attribuirmi un'affermazione mai pensata e mai pronunciata». In un'intervista rilasciata al mensile Jesus nel gennaio 1983, inoltre, Siri dichiarò: «Sempre ho insegnato e predicato che l'edizione tipica, ufficiale di quei decreti, va letta in ginocchio. Pochi hanno difeso il Concilio come me. Ciò che ho sempre combattuto sono, semmai, gli stravolgimenti del Vaticano II».
L'arcivescovo di Genova, da sempre vicino alle posizioni tradizionali del tomismo e della filosofia scolastica, negli anni immediatamente successivi al termine del Concilio mise in guardia da alcune interpretazioni dei documenti conciliari, così come da alcuni sviluppi dottrinali che avevano fatto seguito all'assise ecumenica: in particolare avversò le teorie di Karl Rahner e di Hans Küng, che aprivano la strada a una visione antropocentrica della religione, dove l'uomo avrebbe potuto redimersi anche senza l'intermediazione della Chiesa, e di Henri-Marie de Lubac e Jacques Maritain, i quali proponevano un superamento del confine fra naturale e soprannaturale, affermando che la grazia non è necessariamente un dono proveniente dal soprannaturale, cioè da Dio, in quanto l'interesse verso la trascendenza e l'aspirazione al soprannaturale sono un istinto innato nell'indole umana naturale.

### Il conclave del 1963
Il 3 giugno 1963 morì papa Giovanni XXIII e, il successivo 14 giugno, Siri partì da Genova, trattenendosi a Roma soltanto per un giorno, giusto il tempo per partecipare a uno degli ultimi novendiali in suffragio di papa Roncalli e per presenziare a una congregazione preparatoria per il conclave, che si sarebbe aperto il 19 giugno. A Roma l'arcivescovo di Genova limitò al minimo i contatti, senza interessarsi ai colloqui che stavano intercorrendo fra i vari cardinali e non andando a trovare nemmeno Alfredo Ottaviani, con il quale condivideva le preoccupazioni per il futuro del Concilio. La candidatura di Giovanni Battista Montini, apparsa nei giorni precedenti l'apertura del conclave, trovò in Siri una forte opposizione, tanto che quest'ultimo la definì «carica di oscure previsioni».

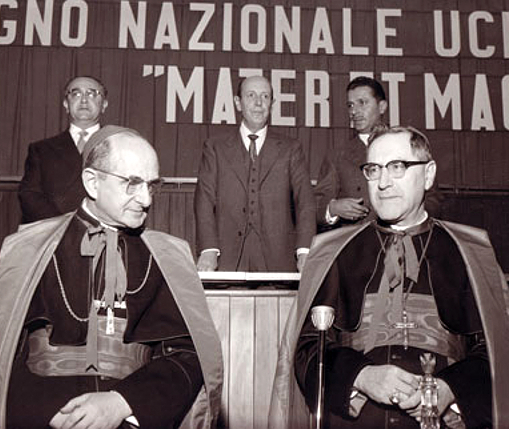
I cardinali Montini e Siri a un convegno

Nonostante il disinteresse per il papato, Siri ricevette anche questa volta l'offerta di candidarsi a pontefice. L'iniziativa partì nuovamente dal cardinale Tappouni, il quale era al corrente degli accordi fra i cardinali Frings e Liénart per far convergere i voti sull'arcivescovo di Milano Montini. Tale piano voleva essere respinto da Tappouni, il quale, d'intesa con i cardinali francesi, pensava di opporgli la candidatura dell'arcivescovo di Genova. Come nel conclave del 1958, però, Siri declinò l'invito.
Rientrato a Genova, Siri tornò a Roma solamente il 18 giugno, alla vigilia dell'apertura del conclave, quando si era già formato un vasto schieramento a favore di Montini. In un incontro con Lai, il 25 novembre 1987, Siri si rammaricò per non aver accettato la candidatura al papato che gli era stata fatta, dicendo: «Sa cosa mi disse un cardinale [...] quando mi propose in modo drammatico la candidatura? Mi disse: "O lei accetta, o è un disastro". La seconda parola oso appena pronunciarla perché c'è di mezzo un pontificato. Non l'ho mai detto a nessuno, ma ho sbagliato».
Similmente, il 18 settembre 1988 Siri lasciò intendere di provare amarezza per i cambiamenti che avevano interessato la Chiesa dopo il pontificato di Pio XII, rammaricandosi nuovamente di non aver accettato le candidature al papato che gli erano state offerte e dichiarando: «Nei primi due conclavi cui ho partecipato ho avuto offerta la candidatura da un autorevole cardinale. Egli stesso mi diceva che dietro a lui andavano tutti i francesi. Gli altri, allora, andavano dietro ai francesi. Fuori stavano i tedeschi, che, alle volte, strada facendo, si univano. Dissi no, e se mi eleggerete dirò no. Ho fatto male, oggi lo capisco. Oggi? Da qualche anno. Ho fatto male perché avrei evitato di compiere certe azioni... Vorrei dire, ma ho timore a dirlo, certi errori. Quindi ho avuto un grande rimorso e ho chiesto perdono a Dio. Spero che Dio mi perdoni».

### Gli anni del pontificato di Paolo VI
Nel 1966, in contrapposizione alla pubblicazione progressista Concilium, Siri diede vita alla rivista teologica Renovatio. La rivista, che si segnalò subito per gli editoriali non firmati, ma chiaramente attribuibili a Siri, divenne ben presto punto di riferimento per i cattolici di orientamento tradizionale. Dalle posizioni di Renovatio, successivamente, si sviluppò il concetto di ermeneutica della continuità, ossia la necessità di interpretare il Concilio Vaticano II non come rottura con la Chiesa precedente, ma come avvenimento in continuità con il magistero e con la tradizione.

Il cardinale Giuseppe Siri a Genova

A Genova Siri istruì il clero sulla costituzione Sacrosanctum Concilium, cercando di impedire i disordini liturgici che, altrove, avevano iniziato a verificarsi. Sulla riforma della liturgia, Siri volle che venisse compiuta nel rispetto di ciò che, fino ad allora, era stato ritenuto valido per secoli: poiché le norme stabilite dall'Istruzione sul Culto del Mistero Eucaristico del 1967 e dall'Institutio Generalis Missalis Romani del 1969 lasciavano ai singoli vescovi la libertà di determinare alcuni punti, Siri proibì per decreto, a Genova, gli altari mobili posticci, ammettendoli solo in caso di concelebrazione eucaristica e con l'obbligo di rimuoverli appena terminata la messa, riponendoli fuori dal presbiterio.
Sugli altari sottolineò la necessità che ci fossero sempre i candelieri («non meno di due, o quattro, meglio sei»), anche al di fuori delle celebrazioni liturgiche, perché, secondo Siri, «sono infatti i candelieri che distinguono l'altare cattolico dall'altare acattolico, e ciò è della massima importanza». Il tabernacolo, secondo le sue disposizioni, doveva avere «sempre il massimo rilievo». Benché i regolamenti conciliari permettessero una maggiore libertà, consigliò di mantenere il crocifisso al centro dell'altare e, al fine di sottolineare la diversità dei vari tempi liturgici, incoraggiò l'uso del paliotto. I preti, nonostante la CEI avesse facoltativamente permesso, nel 1966, l'uso del clergyman, per disposizione arcivescovile dovevano continuare a indossare l'abito talare.
Allo stesso modo, Siri prescrisse che i sacerdoti curassero la sacralità delle celebrazioni, evitando «abusi e inopportune sperimentazioni», e tenessero in massima considerazione il canto gregoriano, la ricchezza dei paramenti e la lingua latina nella liturgia. I ministri straordinari della santa comunione, durante i suoi quarant'anni di episcopato, a Genova non vennero mai istituiti e la comunione doveva continuare a essere ricevuta in bocca e in ginocchio. L'arcivescovo di Genova prescrisse che, qualora si fossero accostati alla comunione fedeli provenienti da altre diocesi, abituati ad altre direttive, i sacerdoti avrebbero dovuto invitarli educatamente, ma con fermezza, a ricevere l'ostia in bocca e in ginocchio. Formalmente diede vita agli organismi di partecipazione dei laici previsti dal Concilio, ma i loro ruoli, in concreto, non ebbero mai effettiva incidenza.
Benché avesse una visione tradizionale della Chiesa, Siri prese le distanze dalle posizioni tradizionaliste estreme nate come controffensiva al Concilio: l'arcivescovo di Genova, infatti, rifiutò di firmare il Breve esame critico del Novus Ordo Missae, un documento sottoscritto dai cardinali Alfredo Ottaviani e Antonio Bacci, indirizzato a papa Paolo VI, nel quale si esprimeva una forte critica nei confronti della riforma liturgica, specialmente per quanto riguardava il nuovo modo di celebrare la messa.
Nonostante l'iniziale avversità, Siri fu sempre fedele a Paolo VI, divenendone uno dei collaboratori più fidati. Nel 1968 papa Montini lo nominò membro della commissione per la revisione del codice di diritto canonico. Nello stesso anno, in merito ai dibattiti in vista delle elezioni politiche, Siri ribadì la necessità di votare per la DC. Il 27 luglio 1969 sciolse la sezione genovese dell'Azione Cattolica, per poi ricostituirla due giorni dopo con nuovi dirigenti. La decisione dell'arcivescovo, alla vigilia dell'ondata di contestazione che stava per investire l'Italia, era mirata a scongiurare il pericolo che l'Azione Cattolica si democratizzasse, sottraendosi così al controllo dell'autorità ecclesiastica.

Siri con papa Paolo VI

A seguito degli attriti fra l'arcivescovo di Firenze Ermenegildo Florit e il parroco del quartiere fiorentino dell'Isolotto, promotore di una comunità autonoma di parrocchiani che, sull'onda del movimento del 1968, mirava a rifiutare l'autorità delle gerarchie ecclesiastiche, nel 1969 sorse a Genova, presso la chiesa di San Camillo, una comunità che solidarizzava con il parroco fiorentino. Siri intervenne richiamando all'obbedienza, senza però infliggere condanne, e il movimento contestatario si disciolse autonomamente dopo pochi mesi. L'eco di quell'episodio, tuttavia, generò un nuovo gruppo di dissenzienti nella chiesa del Carmine del quartiere di Oregina, il quale diede vita a una comunità autogestita sull'esempio dell'Isolotto. Siri rispose con una lettera pastorale nella quale ammoniva i responsabili e richiamava alla fedeltà verso le gerarchie. Il gruppo si disciolse in maniera spontanea nel 1971, senza lasciare tracce.
Fra le iniziative svoltesi a Genova in quegli anni vi furono l'inaugurazione del nuovo seminario maggiore in località Righi nel 1965, dedicato a papa Benedetto XV, la convocazione del congresso eucaristico diocesano nel 1971, del congresso nazionale di musica sacra nel 1973, dell'anno diocesano della catechesi e l'indizione della quarte visita pastorale, nel 1977. Siri partecipò alle assemblee ordinarie del sinodo dei vescovi tenutesi nel 1967, 1971 e 1973. Il 7 marzo 1974 divenne amministratore apostolico della diocesi di Bobbio, sede vacante dopo la morte del vescovo Pietro Zuccarino; il 15 marzo iniziò l'incarico. Negli anni settanta compì alcuni viaggi all'estero, visitando il Senegal e la Polonia nel 1973, l'Unione Sovietica nel 1974, la Turchia nel 1975, il Venezuela nel 1976 e l'Austria nel 1977.
Siri si pronunciò più volte in difesa dell'indissolubilità del matrimonio, ma, nel timore che lo scontro fra antidivorzisti e divorzisti, nelle cui file erano presenti anche gruppi di cattolici, potesse generare divisioni sul piano pastorale, nel 1974 non prese parte in alcun modo nel promuovere il referendum abrogativo sul divorzio. Quando Enrico Berlinguer, segretario del Partito Comunista Italiano, propose il cosiddetto "compromesso storico", ossia un avvicinamento fra il PCI e la DC, Siri si levò avvertendo che l'ala marxista-leninista stava cercando «una nuova strategia» per arrivare al governo.
Successivamente, infatti, Siri constatò l'inefficacia del suo avvertimento e finì con l'inasprire la sua opinione nei confronti dei fautori del "compromesso", in particolare dello statista democristiano Aldo Moro. Alle elezioni politiche del 1976 molte fonti prevedevano che il PCI potesse superare la DC. Questo timore era fondato sul notevole incremento dei voti comunisti alle elezioni regionali del 1975, in parte collegato agli scandali che avevano colpito la dirigenza democristiana, e in parte al supporto dato da una larga parte dei cattolici, portati a vedere nei partiti di sinistra i promotori di una società più equa.
Inoltre, Siri temeva che il consenso verso il PCI potesse essere accresciuto dalla presenza di alcuni intellettuali cattolici candidati nelle sue file. La maggioranza numerica ottenuta dalla DC alle elezioni rincuorò l'arcivescovo di Genova, il quale, però, lamentò che i vescovi italiani non si opponevano più alle ideologie di sinistra con la dovuta efficienza. Siri, infatti, aveva notato con disappunto che, durante la presidenza dell'arcivescovo di Bologna Antonio Poma, la CEI aveva subìto un cambiamento in negativo, diventando incapace di concordare traguardi e obiettivi precisi. Sempre secondo l'arcivescovo di Genova, le riunioni della CEI, dopo il suo allontanamento dalla presidenza, avevano iniziato a perdersi intorno a piani e programmi privi di reale efficacia.
Nel corso degli anni settanta Siri accolse a Genova alcuni sacerdoti tradizionalisti francesi che, spaventati dall'orientamento scismatico che stavano assumendo le posizioni di monsignor Marcel Lefebvre, cercavano un luogo dove mantenere le proprie convinzioni tradizionali, restando però in piena comunione con Roma. Nacquero così la Fraternità della Santissima Vergine Maria, in via Balbi a Genova, e la Comunità di San Martino, a Voltri. Siri aveva ammirato Lefebvre per i suoi interventi, durante il Concilio, mirati a difendere la tradizione della Chiesa. Tuttavia ne disapprovò la condotta oltranzista, che portò Lefebvre a disobbedire pubblicamente al papa. L'arcivescovo di Genova scrisse più volte a Lefebvre, invitandolo a restare in comunione con Roma. I suoi richiami, però, restarono inascoltati. Siri si pose come punto di riferimento del cattolicesimo conservatore e tradizionalista italiano, limitando gli effetti e la diffusione del movimento di Lefebvre nel Bel Paese.
Nel concistoro del 1977 papa Paolo VI creò quattro nuovi cardinali, fra i quali Joseph Ratzinger, il futuro papa Benedetto XVI. Siri, in merito ai nuovi porporati, dichiarò: «Quello che apprezzo di più è il teologo Ratzinger [...] Siamo buoni amici, diciamo le stesse cose, ma io le ho dette prima di lui». Il 16 marzo 1978 dichiarò al giornalista Giulio Anselmi, in occasione del rapimento di Aldo Moro, che lo statista democristiano «Ha avuto quel che si meritava per aver trafficato con i comunisti».

### Il conclave dell'agosto 1978

Il cardinale Giuseppe Siri a Genova

Il 6 agosto 1978 morì Paolo VI e Siri partì per Roma il successivo 10 agosto, partecipando alle esequie del pontefice e a tutte le congregazioni preparatorie del conclave. A Siri, subito indicato fra i papabili, venne chiesto di esprimersi in merito a una sua eventuale candidatura. A differenza dei conclavi del 1958 e del 1963, questa volta non dichiarò che avrebbe rifiutato l'elezione: «Risposi che non chiedevo nulla a nessuno e non negavo niente a nessuno». La sua candidatura era sostenuta da quell'ala di cardinali che ritenevano necessaria una restaurazione dottrinale, disciplinare e liturgica nella Chiesa, dopo le derive del Concilio Vaticano II, per un ritorno all'ortodossia tradizionale.
La disponibilità dell'arcivescovo di Genova venne comunicata ai cardinali Joseph Höffner, Terence Cooke, Paul Zoungrana e Avelar Brandão Vilela, influenti presso gli altri porporati. Tuttavia, il collegio cardinalizio appariva troppo frammentato fra conservatori, moderati, innovatori e indipendenti, al punto da rendere difficile il formarsi di una maggioranza netta. Le porte della Cappella Sistina si chiusero nel pomeriggio del 25 agosto e, la mattina del giorno seguente, i cardinali tennero il primo scrutinio. Intanto, i nomi di Giuseppe Siri, Giovanni Benelli e Albino Luciani apparivano come candidati favoriti sui principali quotidiani.
Secondo il cardinale Léon-Joseph Suenens il primo scrutinio, la mattina del 26 agosto, avrebbe espresso una rosa di nomi, dalla quale il più votato sarebbe stato Siri. Stando alle confidenze del cardinale Mario Casariego y Acevedo, Siri sarebbe stato il candidato più votato, immediatamente seguito, al secondo posto in ordine di preferenze, da Luciani. Dopo la seconda votazione si levò dal comignolo della Sistina, alle 12:02 dello stesso giorno, la fumata nera.
Il cardinale Vicente Enrique y Tarancón dichiarò che, durante la pausa per il pranzo, riunì nella propria cella numerosi porporati, fra i quali Suenens, Alfrink, König e Cordeiro, per decidere sulla scelta fra Siri e Luciani, i due candidati che, fino ad allora, avevano riscosso il maggior numero di consensi. Tarancón disse che il gruppo si orientò su Luciani perché era dotato di una personalità più sfumata rispetto a Siri.
Al terzo scrutinio, dopo la pausa per il pranzo, secondo il cardinale Casariego i voti per Luciani registrarono una forte impennata. Il cardinale Franz König dichiarò che una grossa convergenza dei voti apparve al terzo scrutinio. Al quarto scrutinio, nel pomeriggio del 26 agosto, Albino Luciani venne eletto papa e assunse il nome di Giovanni Paolo I. La sua morte improvvisa dopo un mese di pontificato, però, costrinse il collegio cardinalizio alla convocazione di un nuovo conclave.

### Il conclave dell'ottobre 1978
In questa seconda occasione l'elezione di Siri, sostenuta anche dall'immagine di vigore e di salute che lo aveva sempre contraddistinto, apparve quasi certa e molti cardinali erano convinti che sarebbe stato eletto. Il primate di Polonia, Stefan Wyszyński, addirittura gli disse: «E adesso si prepari a un grande compito». Il 1º ottobre, in un'intervista rilasciata al quotidiano Il Lavoro di Genova, Siri fornì di sé un'immagine rassicurante: «Non sono né conservatore né progressista e ho spesso osservato che queste definizioni sono superficiali. [...] Se dovessi qualificarmi, vorrei essere considerato un indipendente, un uomo che marcia da solo e non fa parte di gruppi. Cerco di osservare, e di fare osservare, la legge di Cristo». Siri, inoltre, aveva abbozzato un breve programma, indicando, come problemi maggiori per il nuovo papa, quelli di «difendere la purezza della dottrina di Cristo, difendere la legge cristiana della vita e la disciplina interna della Chiesa, che è molto mal combinata».

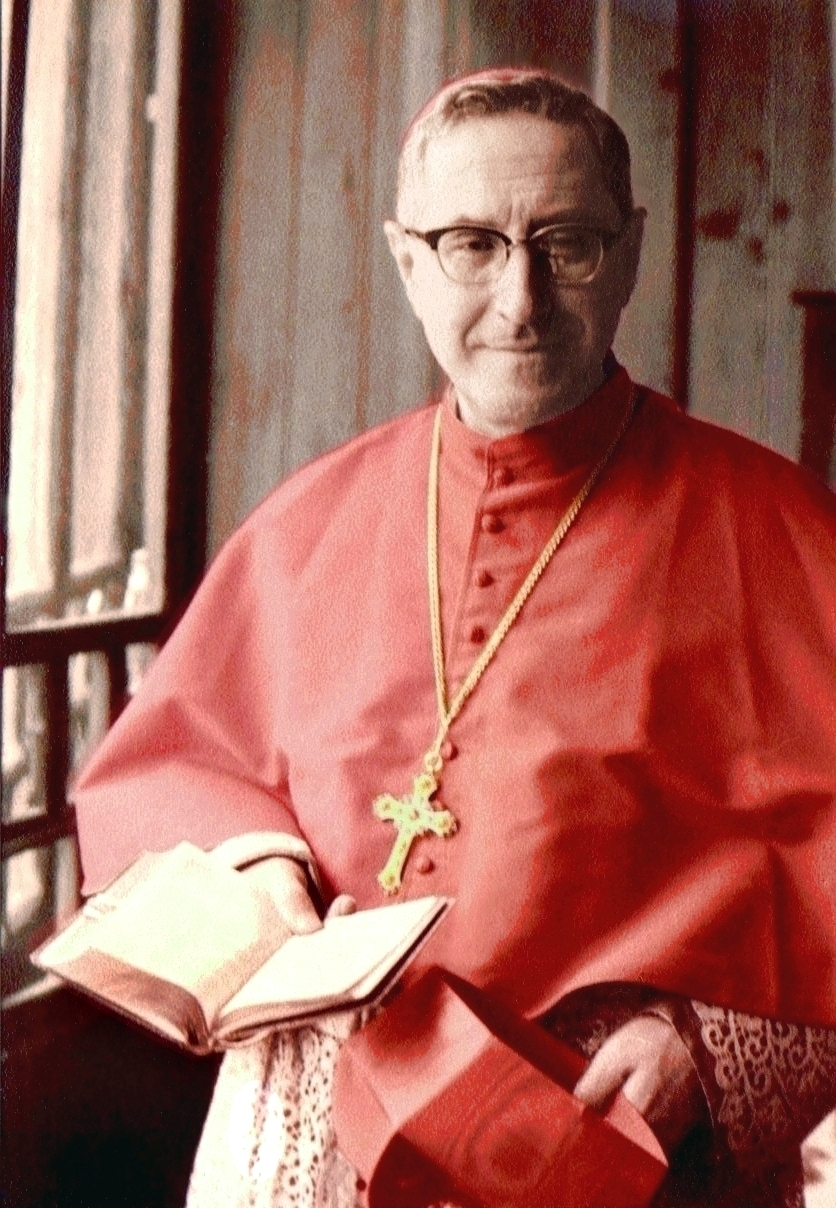
Il cardinale Giuseppe Siri a Genova

Arrivato a Roma, Siri elogiò papa Luciani, nel novendiale del 5 ottobre, per il suo «richiamo non casuale, ma organico e coerente, alla dottrina di Dio e alla spiritualità». Secondo il vaticanista Giancarlo Zizola, il 9 ottobre venne raggiunto un compromesso fra diversi cardinali della curia romana, cardinali italiani e cardinali europei per eleggere Siri. In suo favore si era schierato anche l'autorevole gruppo dei porporati tedeschi, uno dei più influenti sui cardinali provenienti dal resto del mondo. Sempre secondo Zizola, in base a questo accordo l'arcivescovo di Genova sarebbe entrato in conclave con una base di circa 50 voti già sicuri. L'Osservatore Romano, uscito il 13 ottobre, prese posizione a favore di un papa che si impegnasse a sviluppare la collegialità episcopale nel governo della Chiesa, la partecipazione dei laici e l'ecumenismo.
Siri, seguendo l'appello alla discrezione che il camerlengo Jean Villot aveva raccomandato ai cardinali, nei giorni precedenti l'inizio del conclave evitò i giornalisti e non rilasciò interviste. Nel pomeriggio del 13 ottobre, tuttavia, l'arcivescovo di Genova incontrò casualmente un giornalista della Gazzetta del Popolo, Gianni Licheri, che da oltre una settimana chiedeva insistentemente di essere ricevuto. Nonostante il diniego di Siri, Licheri riuscì ugualmente a strappargli alcune dichiarazioni informali. L'arcivescovo di Genova, tuttavia, ordinò a Licheri che un eventuale articolo con le sue parole avrebbe dovuto essere pubblicato solo dopo l'inizio del conclave, tenendo così fede all'appello di Villot.
L'intervista, però, venne pubblicata già la mattina del giorno dopo, a poche ore dall'inizio del conclave. Nel presentare l'articolo, Gianni Licheri qualificò l'arcivescovo di Genova come «punto di riferimento di tutta quella corrente della Chiesa che, prendendo a spunto una certa esigenza di "rimettere ordine", tenta con questo conclave di tornare alla Chiesa preconciliare». Nella trascrizione di Licheri, l'arcivescovo di Genova appariva molto lontano dal ritratto del futuro papa tratteggiato il giorno prima da L'Osservatore Romano, mostrandosi apertamente discorde alle riforme scaturite dal Concilio e affermando: «Non so neppure cosa voglia dire lo sviluppo della collegialità episcopale». Nella stessa intervista, l'arcivescovo di Genova aggiunse: «Il Sinodo non potrà mai diventare istituto deliberativo nella Chiesa perché non è contemplato nella costituzione divina della Chiesa. Potrà al massimo divenire, se il diritto canonico lo ammetterà, un'istituzione ecclesiastica, ma non di diritto divino».
I contenuti dell'articolo, pubblicato anticipatamente, crearono sconcerto fra i cardinali. Le insistenze dei monsignori Mario Grone, segretario di Siri, e Giacomo Barabino, vescovo ausiliare per la diocesi di Bobbio, fecero in modo che la sala stampa della Santa Sede, verso mezzogiorno del 14 ottobre, diramasse ai giornali una smentita ufficiale: «L'intervista, da non ritenersi tale essendosi trattato di un casuale incontro, non corrisponde a verità. Il mio pensiero, di cui pienamente rispondo, l'ho espresso nell'omelia del 5 ottobre per i novendiali di papa Giovanni Paolo I, al quale ancora oggi mi sento legato da sincera, grande e devota ammirazione». La puntualizzazione, tuttavia, non poté essere letta dai cardinali, in quanto le porte della Cappella Sistina si chiusero nel pomeriggio dello stesso giorno. L'arcivescovo di Vienna, Franz König, confermò che l'articolo di Licheri «circolò all'interno del conclave».

Siri, a Roma, in visita alla confraternita di San Giovanni Battista dei Genovesi

Siri stesso, che successivamente definì l'intervista «estorta, deformata», ricordò: «Vede, sono caduto in un tranello. Stavo uscendo dall'abitazione del giornalista Emilio Rossi, genovese, allora direttore della Rete Uno, convalescente. Era stato ferito alle gambe dalle Brigate Rosse. L'ascensore era rotto, scesi a piedi e un giornalista mi pregò fino alla supplica di rispondere ad alcune domande. Rifiutai. Lui non si rassegnò: mi promise che l'articolo sarebbe uscito dopo l'entrata in conclave. Non mantenne la promessa».
Alcuni vaticanisti, tuttavia, non credono che Siri possa aver compiuto un'imprudenza del genere, ritenendo più verosimile che l'arcivescovo di Genova avesse rilasciato quell'intervista per rimarcare le sue tesi critiche, in quanto già consapevole che, in ogni caso, non avrebbe avuto la maggioranza necessaria per ottenere l'elezione. Altri, invece, avanzano anche l'ipotesi che Siri, con quelle affermazioni, avesse voluto in qualche modo autoescludersi dai papabili. Nonostante ciò, secondo Giancarlo Zizola, nel conclave dell'ottobre 1978 gli mancarono ugualmente pochi voti per essere eletto, non più di quattro o cinque. Anche padre Damaso Testa, per anni confessore del cardinale Siri, il 16 febbraio 1981 confermò a Benny Lai che all'arcivescovo di Genova mancarono solo quattro o cinque voti per raggiungere il quorum di 75 preferenze, necessario a ottenere il papato.
Contro Siri giocò principalmente l'immagine distorta di «conservatore intransigente, oppositore di Giovanni XXIII e di Paolo VI, avversario del Concilio Ecumenico Vaticano II, arcivescovo-despota in una Genova ridotta all'immobilismo ecclesiale», diffusa con fini strumentali dai giornali nei giorni precedenti il conclave. Il cardinale Vicente Enrique y Tarancón, riferendosi all'influenza dei mezzi di comunicazione di massa sui porporati, dichiarò: «Dio si è servito della malignità degli uomini e della divisione degli italiani». Al fine di evitare distorsioni da parte della stampa e di migliorare la trasparenza, il cardinale Siri successivamente affermò che, in futuro, sarebbe stato opportuno che qualche papa abolisse la segretezza dei conclavi, ritenendo più conveniente che le votazioni avvenissero «alla luce del sole», e che la Santa Sede pubblicasse in maniera ufficiale, a conclave ultimato, i risultati dei vari scrutini.
Il 18 settembre 1988 Siri raccontò a Benny Lai che, a differenza dei conclavi del 1958 e del 1963, nel 1978 non aveva dichiarato che avrebbe rifiutato l'elezione: «Nei due ultimi conclavi sono sempre stato portato, sì, ma non ho più fatto la dichiarazione delle altre volte. Mi sono detto: non posso, sarà quel che sarà. Ne sono uscito bene, ma, all'ultimo conclave, pensi, il cardinale Wyszyński andò a trovare il mio segretario dicendogli: "È fatto, lei sarà il segretario del Papa". Entrai in conclave in stato agonico. Ricordo che andai a sedermi su una sedia in fondo alla Cappella Paolina come uno straccio». Nell'ottobre 1978, tuttavia, gli venne preferito il cardinale polacco Karol Wojtyła.

### Gli ultimi anni
Nel 1979 e nel 1982 prese parte alle riunioni plenarie del collegio cardinalizio di cui, dal 18 settembre 1982, divenne protopresbitero, cioè il porporato dell'ordine dei presbiteri più anziano per data di creazione. Negli anni ottanta compì diversi viaggi, visitando l'Irlanda nel 1979, la Germania Orientale e la Cecoslovacchia nel 1980, la Francia nel 1981 e nel 1984, la Polonia nel 1985 e la Spagna nel 1986. Conformemente a quanto disposto dal codice di diritto canonico, il 20 maggio 1981, al compimento del 75º anno di età, Siri diede le proprie dimissioni dalla carica di arcivescovo. Papa Giovanni Paolo II decise tuttavia di prorogare il suo mandato, confermandolo in carica.

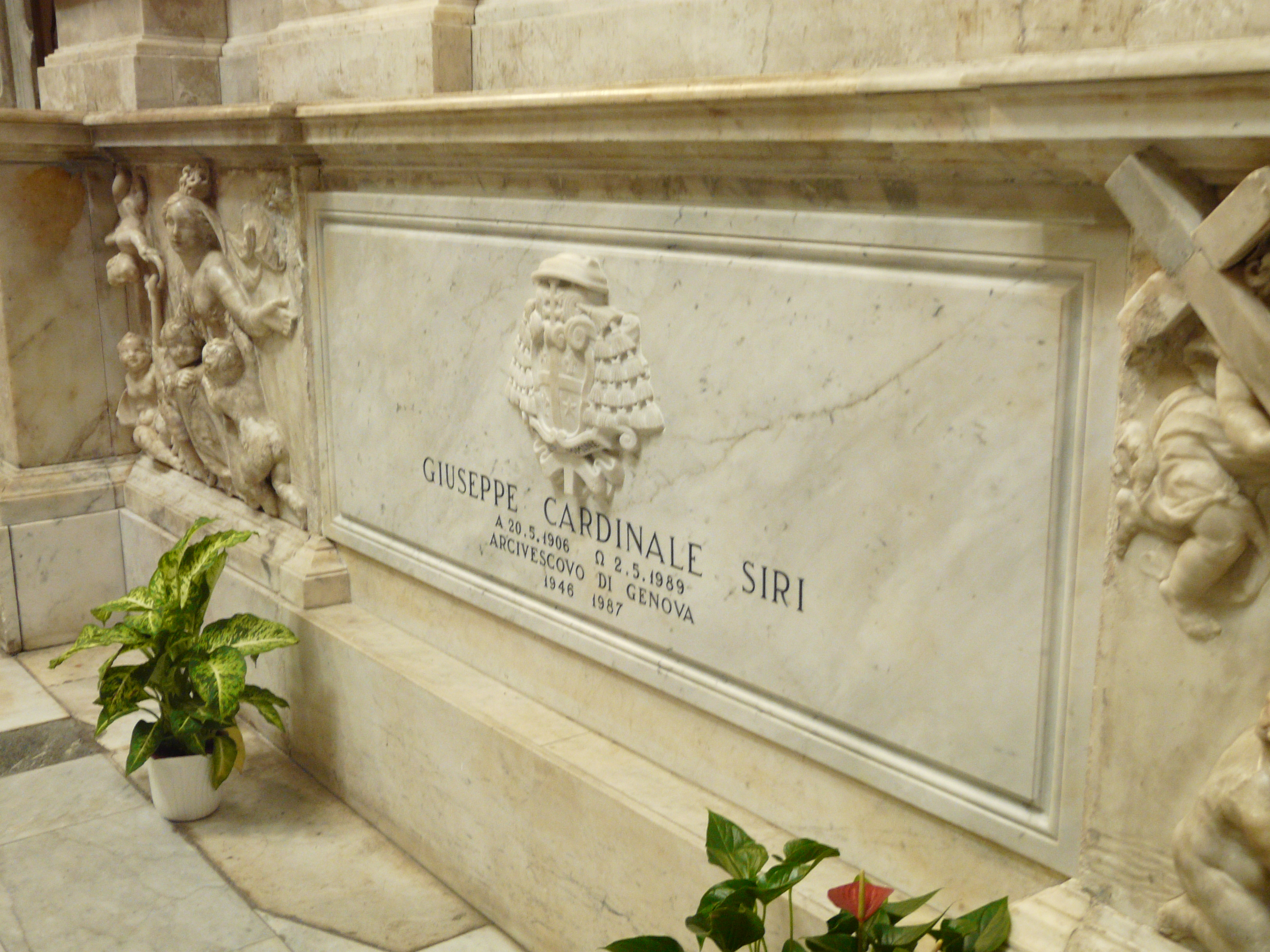
La tomba del cardinale Siri, vicino all'altare della Madonna del Soccorso, nella cattedrale di San Lorenzo a Genova

Il 29 luglio 1985, a seguito di regolare processo canonico, Siri emanò l'unica condanna dei suoi 41 anni di episcopato, sospendendo a divinis don Gianni Baget Bozzo, colpevole di essersi candidato nelle file del Partito Socialista Italiano in contrasto con il codice di diritto canonico, il quale, al canone 287 §2, stabilisce che i sacerdoti «non abbiano parte attiva nei partiti politici».
Poiché la Congregazione delle cause dei santi si era espressa positivamente sulle virtù della genovese Virginia Centurione Bracelli, Siri colse l'occasione per invitare a Genova papa Wojtyła, chiedendogli di officiare in piazza della Vittoria la cerimonia di beatificazione. La visita si svolse il 21 e 22 settembre 1985 e, dopo il rientro del pontefice a Roma, Siri ebbe modo di esprimersi in maniera molto positiva su Giovanni Paolo II.
Il 20 maggio 1986, al compimento del suo 80º compleanno, perse il diritto di entrare in conclave, in conformità alle norme del codice di diritto canonico. Il 30 settembre 1986, a seguito dell'unione (durata meno di tre anni) della diocesi di Bobbio e dell'arcidiocesi di Genova, Siri assunse il titolo di arcivescovo di Genova-Bobbio. Il 23 maggio 1987 il cardinale Bernardin Gantin gli comunicò che Giovanni Paolo II aveva accettato le sue dimissioni dall'arcidiocesi di Genova-Bobbio, nominando come suo successore l'allora arcivescovo di Cagliari Giovanni Canestri. La notizia delle dimissioni fu resa nota il 6 luglio, allo scadere del segreto pontificio. Siri, tuttavia, si occupò ancora del governo dell'arcidiocesi fino all'ottobre dello stesso anno come arcivescovo emerito e amministratore apostolico.
Dopo l'insediamento di monsignor Canestri, il 24 ottobre 1987, Siri si trasferì ad Albaro, quartiere residenziale del levante genovese, in una palazzina messa a sua disposizione dal lascito testamentario dell'anziana proprietaria, la contessa Carmela Matarazzo-Campostano, vedova di Antonio Campostano e morta senza eredi. La sua ultima uscita pubblica avvenne l'8 dicembre 1988, quando celebrò il pontificale dell'Immacolata nella sua vecchia parrocchia in via Assarotti a Genova. Giuseppe Siri morì nella villa di Albaro alle 18:20 del 2 maggio 1989, diciotto giorni prima del suo ottantatreesimo compleanno, per un improvviso peggioramento delle sue condizioni cardiocircolatorie. La camera ardente, allestita il 3 maggio nella cattedrale di San Lorenzo, venne visitata da oltre centomila persone. Dopo i funerali, che si tennero il successivo 5 maggio, la salma del cardinale venne sepolta all'interno della cattedrale, nella navata di destra, vicino all'altare della Madonna del Soccorso.
Benché negli anni settanta il cardinale Sebastiano Baggio, prefetto della congregazione per i vescovi, avesse rimproverato a Siri di dare ai propri seminaristi una formazione troppo tradizionale, precludendone così le possibilità di carriera nella Chiesa "post-conciliare", durante il pontificato di papa Benedetto XVI molti ex allievi del cardinale Siri sono stati elevati al cardinalato, all'episcopato o ad altre cariche di prestigio. È il caso, ad esempio, dei cardinali Angelo Bagnasco, Mauro Piacenza e Domenico Calcagno, del patriarca Francesco Moraglia, dei vescovi Luigi Ernesto Palletti, Antonio Guido Filipazzi, Guido Gallese e Guido Marini, già maestro delle celebrazioni liturgiche pontificie.

## Genealogia episcopale e successione apostolica
La genealogia episcopale è:
- Cardinale Scipione Rebiba
- Cardinale Giulio Antonio Santori
- Cardinale Girolamo Bernerio, O.P.
- Arcivescovo Galeazzo Sanvitale
- Cardinale Ludovico Ludovisi
- Cardinale Luigi Caetani
- Cardinale Ulderico Carpegna
- Cardinale Paluzzo Paluzzi Altieri degli Albertoni
- Papa Benedetto XIII
- Papa Benedetto XIV
- Papa Clemente XIII
- Cardinale Bernardino Giraud
- Cardinale Alessandro Mattei
- Cardinale Pietro Francesco Galleffi
- Cardinale Giacomo Filippo Fransoni
- Cardinale Carlo Sacconi
- Cardinale Edward Henry Howard
- Cardinale Mariano Rampolla del Tindaro
- Cardinale Gennaro Granito Pignatelli di Belmonte
- Cardinale Pietro Boetto, S.I.
- Cardinale Giuseppe Siri

La successione apostolica è:
- Vescovo Secondo Chiocca (1947)
- Cardinale Giacomo Lercaro (1947)
- Arcivescovo Giovanni Ferro, C.R.S. (1950)
- Vescovo Ernesto Aurelio Ghiglione, O.F.M. (1951)
- Vescovo Pietro Zuccarino (1951)
- Arcivescovo Alfredo Vozzi (1953)
- Vescovo Emilio Guano (1962)
- Arcivescovo Franco Costa (1963)
- Vescovo Alessandro Piazza (1965)
- Vescovo Angelo Raimondo Verardo, O.P. (1967)
- Vescovo Giacomo Barabino (1974)

### Futuri vescovi ordinati presbiteri
- Vescovo Giacomo Barabino (1952)
- Vescovo Peter James Cullinane (1961)
- Vescovo Martino Canessa (1962)
- Vescovo Justin Joseph Bianchini (1964)
- Cardinale Angelo Bagnasco (1966)
- Cardinale Domenico Calcagno (1967)
- Vescovo Alberto Tanasini (1969)
- Cardinale Mauro Piacenza (1969)
- Patriarca Francesco Moraglia (1977)
- Vescovo Marc Marie Max Aillet (1982)
- Vescovo Jean-Marc Eychenne (1982)
- Vescovo Luigi Ernesto Palletti (1983)
- Arcivescovo Antonio Guido Filipazzi (1987)

## Opere
La vasta produzione letteraria del cardinale Siri si articola in centinaia di titoli, suddivisi fra lettere pastorali, libri, discorsi, omelie, articoli e relazioni.